# Armando dos Santos
Armando dos Santos, conegut com a Armandinho, (São Carlos, 26 de maig de 1911 - Santos, 12 de març de 1972) fou un jugador de futbol brasiler de les dècades de 1920 i 1930.

## Trajectòria
Rodamón del futbol brasiler, jugà a força equips diferents durant les dècades de 1920 i 1930. Destacà principalment al São Paulo FC, on jugà entre 1930 i 1934 i fou campió estatal el 1931, al costat d'homes com Araken Patusca, 
Waldemar de Brito i Arthur Friedenreich. Tornà a jugar al São Paulo posteriorment. Amb la selecció disputà 20 partits i marcà 15 gols, essent convocat per disputar el Mundial d'Itàlia 1934.

## Palmarès
São Paulo da Floresta
- Campionat paulista: 1931

Bahia
- Campionat baiano: 1936